# Dolors Udina
María Dolors Udina Abelló (Barcelona, 28 de septiembre de 1953) es una traductora española, Premio Nacional a la Obra de un traductor en 2019.

## Trayectoria
Nacida en Barcelona en 1953. En 1976 licenció en Historia Moderna y Contemporánea por la Universidad de Barcelona. Entre 1998 y 2019, fue profesora en la Facultad de Traducción e Interpretación de la Universidad Autónoma de Barcelona.
Desde que se convirtió en traductora literaria en 1983, ha traducido textos del inglés tanto al catalán como al castellano, además desde el francés. En 1984 tradujo su primera novela, Wide Sargasso Sea, de la escritora anglo-caribeña Jean Rhys, y desde entonces ha traducido más de 100 novelas de autores como Nadine Gordimer, Toni Morrison, Ali Smith, Virginia Woolf, Jane Austen, J. M. Coetzee o Raymond Carver, entre otros. También ha traducido libros de poesía de autores como Elizabeth Barrett Browning o Robert Creeley y de ensayo de Carl Sagan, E. M. Forster, Isaiah Berlin o E. H. Gombrich, entre otros. En total, ha traducido más de 200 títulos.
Entre 2002 y 2005, fue profesora del curso de posgrado de traducción de la Universidad Autónoma de Barcelona. En 2003, ingresó en la Cátedra Jordi Arbonès, momento en que fue creada. Entre 2005 y 2009, impartió talleres de traducción literaria en las Bibliotecas de Barcelona. En 2005, ingresó en el Consejo de redacción de la revista Quaderns.

## Reconocimientos
En 2008 fue reconocida con el Premio Esther Benítez por la traducción de Diario de un mal año, J. M. Coetzee. En 2014 recibió por su traducción al catalán de La señora Dalloway, de Virginia Woolf, el Premio Crítica Serra d'Or. En 2017 le fue entregado el Premio Ciudad de Barcelona de traducción en lengua catalana por la adaptación al catalán de la novela The devils of Loudun, del autor británico Aldous Huxley.
En 2018, recibió la Creu de Sant Jordi que otorga la Generalidad de Cataluña.Al año siguiente, fue la ganadora del Premio Nacional a la Obra de un traductor 2019, ganando el Premio Nacional a la Mejor Traducción en esa edición Belén Santana. En 2023, el Consejo Nacional de la Cultura y de las Artes (CoNCA) reconoció con el Premio Nacional de Cultura de Cataluña a Udina, a la payasa y saxofonista Alba Sarraute, al pintor Joan Pere Viladecans y al cantante Joan Manuel Serrat.